# مرعة أرقطة
مرعة أرقطة (الاسم العلمي: Coturnicops notatus) هو نوع من فصيلة مرعة.